# Brücke über das Wadi al-Kuf
Die Brücke über das Wadi al-Kuf (arabisch جسر وادي الكوف, DMG Ǧisr Wādī l-Kūf) ist eine Straßenbrücke in Libyen. Sie ist ein bedeutendes Beispiel der von Riccardo Morandi geschaffenen Schrägseilbrücken aus Spannbeton. Sie hatte die größte lichte Höhe aller Brücken Afrikas, bis sie 1984 von der Bloukrans Bridge in Südafrika übertroffen wurde.

## Lage
Die Brücke ist im äußersten Norden von Libyen ein Teil der Straßenverbindung von Bengasi über al-Mardsch, al-Baida und Darna nach Tobruk und steht auf dem auch als Al-Orouba Road bezeichneten Abschnitt der Straße etwa 20 km westlich von al-Baida und 15 km südlich der Küste über dem tief eingeschnittenen Wadi al-Kuf im Bergland des Dschebel-al-Achdar.

## Beschreibung
Die Brücke überquert das Wadi al-Kuf in einer Höhe von 172 m. Sie ist 477 m lang, ihre Spannweite beträgt 282 m.

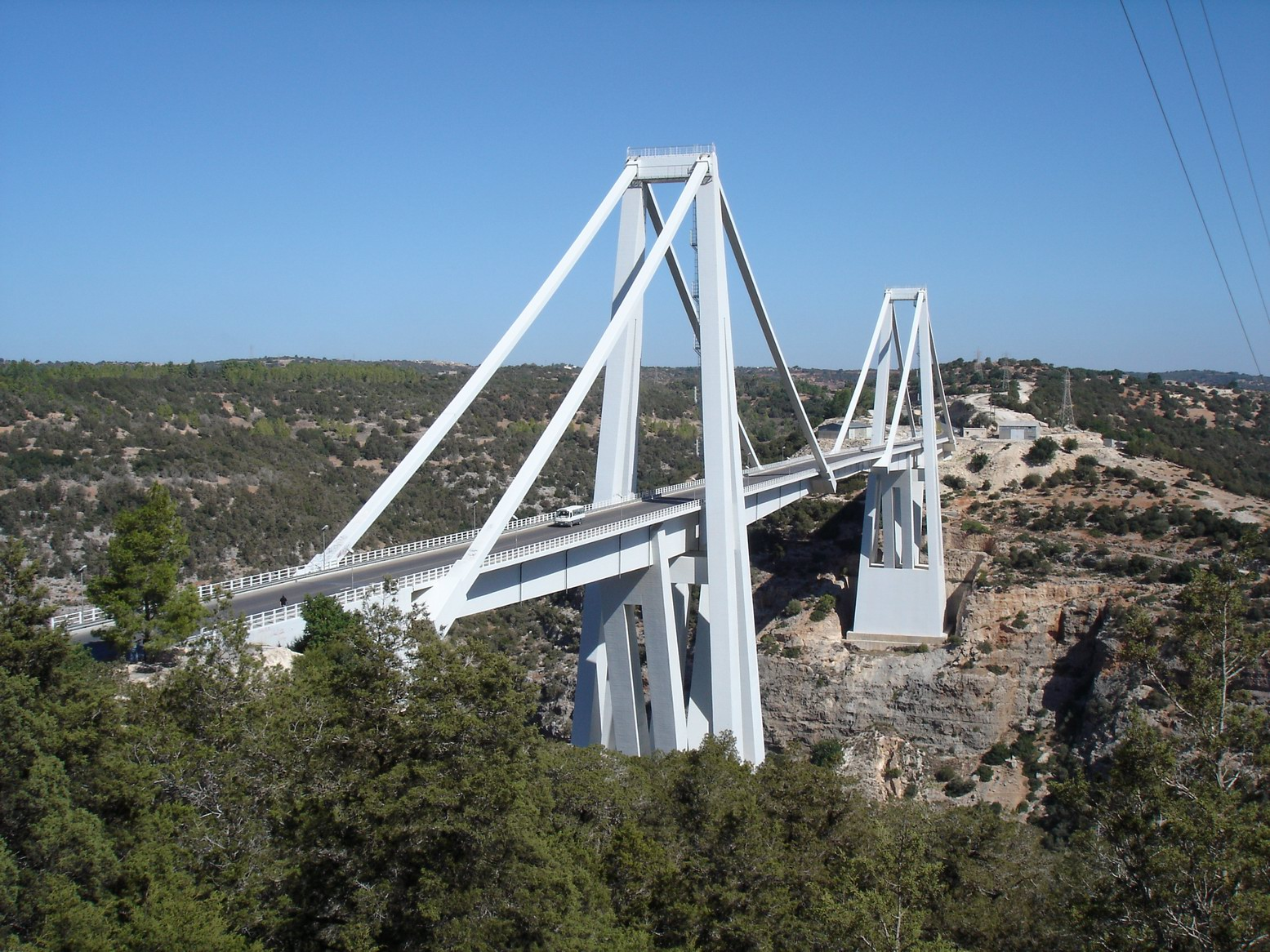
Die Brücke um 2004

Ihre zwei Pylone überragen die Fahrbahn um 57,30 m, sie sind jedoch nicht gleich hoch, da ihre Fundamente an den Hängen des Wadi in unterschiedlicher Höhe stehen. Ihre aus Spannbeton gefertigte A-förmige Struktur verleiht ihnen die erforderliche Steifheit, um die veränderlichen seitlichen Lasten aufzunehmen, die entstehen, wenn über die Brücke fahrende Fahrzeuge zunächst das Brückendeck vor dem Pylon, anschließend den Teil hinter ihm belasten. Zu dem gleichen Zweck wird das Brückendeck durch die zwischen den Pfeilern der Pylone angeordneten, V-förmigen Strukturen gestützt.
Das Brückendeck besteht, im Gegensatz zu den üblichen Stahl-Fachwerkträgern oder stählernen Hohlkästen, ebenfalls aus Spannbeton, und zwar aus einem Hohlkasten mit einem 7,40 m breiten Untergurt, auf dem eine 13 m breite Platte als Fahrbahnträger angeordnet ist.
Die Schrägverspannungen bestehen nicht aus Drahtseilen, sondern aus Spannbeton-Stäben, wodurch Schwingungen der Seile vermieden werden, die vor allem die Seilverbindungen an den Pylonen und am Brückendeck beanspruchen. Diese schrägen Stäbe sind im Abstand von 97,5 m von der Pylon-Achse am Brückendeck befestigt.
Im Rahmen der Schrägseilbrücke ist das Brückendeck ein Gerberträger. Von den Pylonen aus kragen die beiden Hälften des Brückendecks um je 16 m über die Verbindung der Schrägverspannungen hinaus. Die verbleibende Lücke wird durch einen 55 m langen Einhängeträger geschlossen.

## Geschichte
Der Dschebel-al-Achdar ist ein unzugängliches, höhlenreiches Gebiet, das das Zentrum des langjährigen Widerstandes unter Umar al Muchtar gegen die italienische Kolonialmacht war. Die Brücke wird daher auch vielfach nach ihm benannt. Sie wurde einige Jahre nach den ersten Öl-Funden im Königreich Libyen unter König Idris  in den Jahren 1967 bis 1971 gebaut. Das von Riccardo Morandi geplante Bauwerk wurde von Costruzioni Stradali e Civili S.A. aus Lugano erstellt, einer Tochter der italienischen Cogefar, die später in der Impregilo aufging.
1999 wurde die Brücke überholt, nachdem Bodenbewegungen ihre mittlere Spanne beeinträchtigt hatten. Dabei wurde der rosa Anstrich in ein helles Grau geändert.
Nach einer Inspektion wurde die Brücke 2017 von den staatlichen Behörden in Libyen für den Verkehr gesperrt, aber kurz darauf wieder geöffnet.